# Batteripakke
En batteripakke er et sæt af et vilkårligt antal (helst) identiske batterier eller individuelle battericeller. Disse kan konfigureres i en serie, parallel eller en blanding af begge for at levere den ønskede spænding og strøm. Udtrykket batteripakke bruges ofte i forbindelse med ledningsfrit værktøj, radiostyret hobbylegetøj og elkøretøjer.
Komponenter i batteripakker omfatter de individuelle batterier eller celler og de loddeflige, der giver elektriske koblinger mellem dem.
En genopladelig batteripakke eller akkumulatorpakke indeholder ofte spændingssensorer og temperatursensorer, som akkumulatorladeren bruger til at registrere slutningen af opladningen. Loddeflige findes også i batterier, da de er den del, der forbinder hver celle, selvom batterier oftest kun er arrangeret i seriestrenge.
Når en batteripakke indeholder grupper af celler parallelt, er der forskellige loddefligskonfigurationer, som tager hensyn til kredsløbets elektriske balance. Et batteristyresystem bruges nogle gange til at balancere en akkumulatorpakkes celler for at holde deres spændinger under en maksimal værdi under opladning for at tillade de svagere batterier at blive fuldt opladet, hvilket bringer hele batteripakken tilbage i balance. Aktiv balancering kan også udføres af batteribalancer-enheder, som kan overføre energi fra stærke celler til svagere i realtid for bedre balance. En velafbalanceret batteripakke holder længere og giver bedre ydeevne.

## Powerbank
En powerbank er en bærbar enhed, der består af et akkumulatorpakke, en akkumulatorlader til at forbinde batteri med opladningsstrømkilde og en udgangsgrænseflade for at give den ønskede udgangsspænding. Powerbanks laves i forskellige størrelser og er typisk baseret på lithium-ion-batterier. En powerbank indeholder battericeller og et spændingsomformerkredsløb. Den interne DC-til-DC-konverter styrer batteriopladning og konverterer batteripakkens spænding til den ønskede udgangsspænding. Den annoncerede kapacitet på produktet er i mange tilfælde baseret på kapaciteten af de interne celler, men den teoretiske mAh, der er tilgængelig for output, afhænger af udgangsspændingen. Konverteringskredsløbet har nogle energitab, så det faktiske output er mindre end teoretisk. Den teoretiske mAh for en 3,7 V batteri powerbank med 5 V output er 74 % af batteriets mAh rating. RavPower RP-PB41 med annonceret kapacitet på 26.800 mAh, der blev evalueret i tidsskriftet, har en teoretisk kapacitet på 19.832 mAh, selvom den leverede kapacitet var 15.682 mAh, 78% af teoretisk værdi. Forfattere tilskrev forskellen til intern modstand i batteritab og konvertertab. En powerbanks elektronik kan indeholde yderligere funktioner; såsom beskyttelse mod overafladning, automatisk slukning og fx lysdioder til indikation af ladeniveau. En powerbank kan muligvis registrere en forbindelse og tænde automatisk. Hvis den aktuelle belastning er under en modelspecifik tærskel i en bestemt varighed, kan en powerbank slukke automatisk.